# Ranip
Ranip là một thành phố và khu đô thị của quận Ahmadabad thuộc bang Gujarat, Ấn Độ.

## Nhân khẩu
Theo điều tra dân số năm 2001 của Ấn Độ, Ranip có dân số 87.573 người. Phái nam chiếm 54% tổng số dân và phái nữ chiếm 46%. Ranip có tỷ lệ 82% biết đọc biết viết, cao hơn tỷ lệ trung bình toàn quốc là 59,5%: tỷ lệ cho phái nam là 85%, và tỷ lệ cho phái nữ là 78%. Tại Ranip, 10% dân số nhỏ hơn 6 tuổi.